# São Tomé und Príncipe
São Tomé und Príncipe (seltener Sankt Thomas und Prinzeninsel), portugiesisch São Tomé e Príncipe [sɐ̃w̃ tuˈmɛ i ˈpɾĩsɨpɨ], ist ein Inselstaat im Golf von Guinea, etwa 200 km vor der Küste Afrikas westlich vor Äquatorialguinea und Gabun. Die Insel São Tomé ist nach dem Heiligen Thomas benannt; Príncipe ist die „Insel des Prinzen“ (oder: des „Fürsten“).

## Geographie

### Lage
São Tomé und Príncipe ist nach den Seychellen der zweitkleinste Staat Afrikas. Die beiden namensgebenden Inseln liegen zwischen den zu Äquatorialguinea gehörenden Inseln Bioko und Annobón.
Über 90 Prozent der Einwohner leben auf der südlichen, größeren Insel São Tomé, die 48 Kilometer lang und 32 Kilometer breit ist. Sie ist die gebirgigere der beiden Inseln. Die höchste Erhebung beträgt 2024 Meter. Auf São Tomé liegt die gleichnamige Hauptstadt. Die nördlichere, kleinere Insel Príncipe ist etwa 16 Kilometer lang und sechs Kilometer breit; ihre höchste Erhebung misst 927 Meter.

Verlauf der Kamerunlinie

Beide Inseln sind Teil einer entlang der Kamerunlinie durch vulkanische Aktivitäten entstandenen Gebirgskette, die sich auf dem afrikanischen Kontinent in Kamerun fortsetzt. In São Tomé und Príncipe sind die Vulkane nicht mehr aktiv. Der Pico Cão Grande ist das Naturwahrzeichen der Insel, er ist ein Vulkan-Härtling mit 663 m Höhe.
Die südliche Spitze São Tomés liegt nur zwei Kilometer nördlich des Äquators, die zugehörige Insel Rolas wird vom Äquator direkt überquert.

### Klima
In São Tomé und Príncipe herrscht durch die gebirgige Topographie beeinflusstes heißes und feuchtes tropisches Klima mit Regen- und Trockenzeit. Die Temperatur weist kaum jahreszeitliche Schwankungen auf; die durchschnittliche Jahrestemperatur beträgt an der Küste 28 °C, im Landesinnern 20 °C. Die jährliche Niederschlagsmenge reicht von 1000 mm im nördlichen Tiefland bis zu 5000 mm an den südwestlichen Gebirgshängen. Die Regenzeit währt von Oktober bis Mai.

### Fauna
Große Meeresbewohner sind:
- Blau-Weißer Delfin
- Clymene-Delfin
- Schlankdelfin
- Zügeldelfin
- Brydewal
- Buckelwal
- Blauwal
- Schwertwal
- Großer Tümmler

Auf den Inseln gibt es eine Vielzahl von Vogelarten sowie Frösche, Schlangen und Chamäleons. Im Nationalpark Obo auf Príncipe gibt es außerdem große Bestände des Graupapageis.

### Humangeografie – Städte
Im Jahr 2023 lebten 76 Prozent der Einwohner São Tomé und Príncipes in Städten. Die größten Städte sind:
| Rang | Stadt    | Einwohner (2012) | Distrikt    |
| ---- | -------- | ---------------- | ----------- |
| 1    | São Tomé | 67.000           | Água Grande |
| 2    | Neves    | 08.400           | Lembá       |
| 3    | Santana  | 07.400           | Cantagalo   |
| 4    | Trindade | 06.700           | Mé-Zóchi    |
| 5    | Almas    | 03.900           | Mé-Zóchi    |

## Bevölkerung

### Demografie

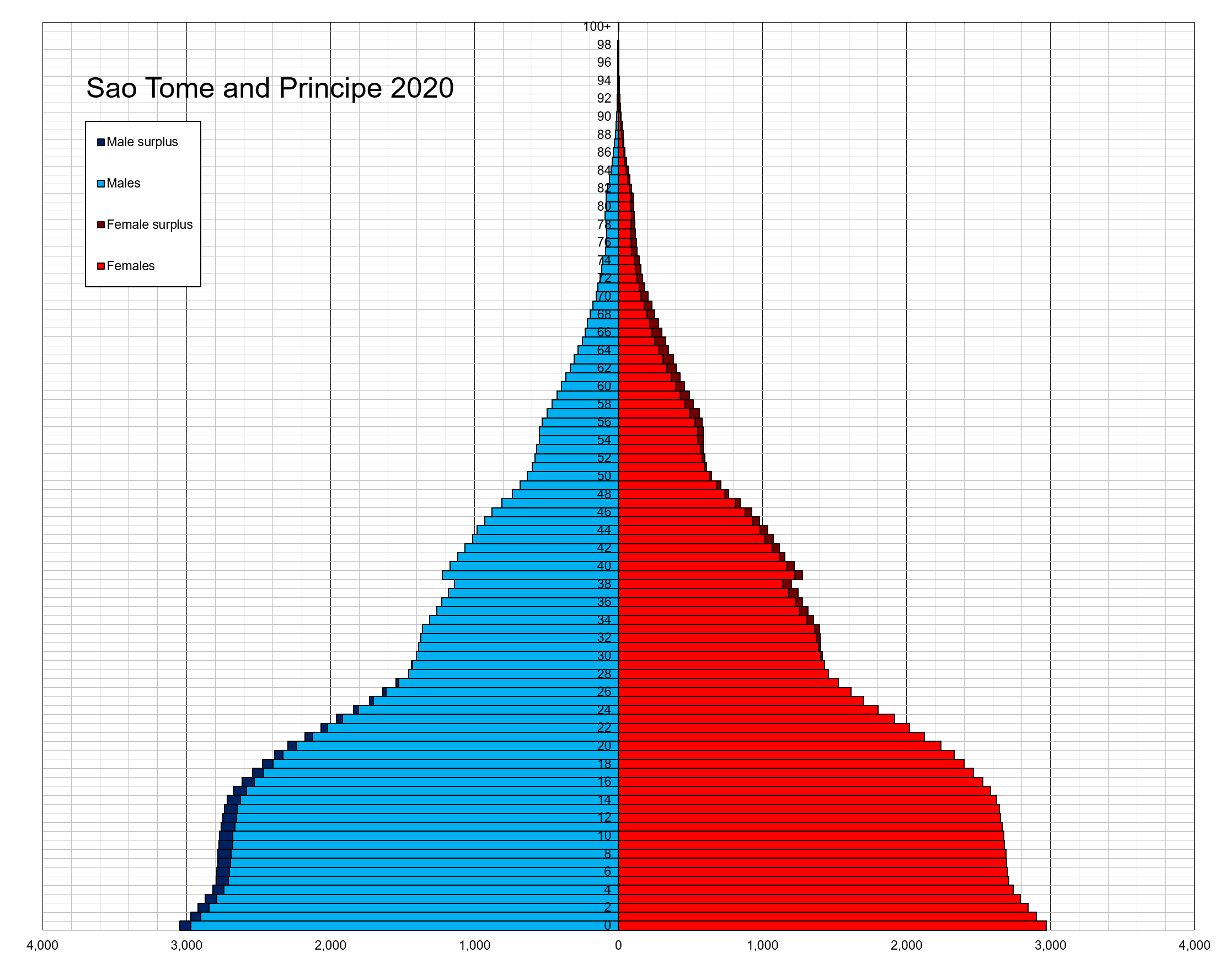
Bevölkerungspyramide von São Tomé und Príncipe (2020)

São Tomé und Príncipe hatte 2020 219.000 Einwohner. Das jährliche Bevölkerungswachstum betrug + 1,9 %. Zum Bevölkerungswachstum trug ein Geburtenüberschuss (Geburtenziffer: 30,8 pro 1000 Einwohner vs. Sterbeziffer: 4,7 pro 1000 Einwohner) bei. Die Anzahl der Geburten pro Frau lag 2022 statistisch bei 3,8.
| Jahr | Einwohnerzahl |
| ---- | ------------- |
| 1950 | 060.000       |
| 1960 | 064.000       |
| 1970 | 074.000       |
| 1980 | 095.000       |
| 1990 | 114.000       |
| 2000 | 139.000       |
| 2010 | 175.000       |
| 2020 | 219.000       |

### Bevölkerungsstruktur, Sprachen und Religion
Die Bevölkerung des Staates setzt sich aus Mestizen, Angolares, Forros, Servicais, Tongas und Europäern (vor allem Portugiesen) zusammen.
Im Jahr 2021 lebten 75 Prozent der Einwohner São Tomé und Príncipes in Städten.
Neben der Amtssprache Portugiesisch, die gleichzeitig als Lingua Franca fungiert, werden auf den Inseln noch verschiedene auf dem Portugiesischen und westlichen Bantusprachen basierende Kreolsprachen gesprochen: Saotomensisch (70.000), Principensisch (1.500) und Angolar (5.000).
Etwa 80 % der Bevölkerung sind Katholiken, weitere 10 % sind Protestanten, Neuapostolische und Traditionalisten. São Tomé und Príncipe bildet ein katholisches Bistum (seit 1534); Papst Johannes Paul II. besuchte den Inselstaat 1992. Seit dem 29. Januar 2024 regelt ein Konkordat die Beziehungen der Republik São Tomé und Príncipe und des Staates der Vatikanstadt. Er kam kurz vor einem Staatsbesuch von Premierminister Patrice Trovoada am 1. Februar 2024 bei Papst Franziskus zustande.

### Bildung
Bei den Erwachsenen sind die Analphabeten deutlich in der Minderheit. Ihr Anteil beträgt 12,1 % (2009). Die Hälfte der Lehrer des Landes ist unterqualifiziert. São Tomé und Príncipe hat Hochschulen, darunter mit der 2014 eröffneten Universidade de São Tomé e Príncipe auch eine staatliche Universität. Es gibt ein Ausbildungszentrum für Landwirtschaft, das Centro de Aperfeiçoamento Técnico Agro-Pecuário. 98 % der Mädchen und 97 % der Jungen besuchen eine Grundschule, der Anteil der Kinder, die eine weiterführende Schule besuchen, liegt bei 38 %. Durch mehrere staatlich finanzierte Förderprogramme soll der Bildungsstandard in dem Inselstaat angehoben werden. Infolgedessen sind erste Erfolge zu verzeichnen. Beispielsweise stieg die Ausbildungsquote bei jungen Männern. Ein Problem des Bildungssystems ist die hohe Anzahl an Mädchen, die die Schule abbrechen. Die Regierung des Landes versucht mit Partnerorganisationen, wie beispielsweise dem Roten Kreuz, diesen sozialen Problemen entgegenzuwirken.

### Gesundheit
Die Gesundheitsausgaben des Landes betrugen im Jahr 2021 7,8 % des Bruttoinlandsprodukts. Im Jahr 2019 praktizierten in São Tomé und Príncipe 4,9 Ärztinnen und Ärzte je 10.000 Einwohner. Die Sterblichkeit bei unter 5-jährigen betrug 2022 14,5 pro 1000 Lebendgeburten. Die Lebenserwartung der Einwohner São Tomé und Príncipes ab der Geburt lag 2022 bei 68,8 Jahren (Frauen: 71,9, Männer: 66,1). Die Lebenserwartung stieg von 61,7 Jahren im Jahr 2000 bis 2022 um 12 %.

## Geschichte

Plakette zu Ehren Eddingtons in Sundy

Als Entdecker der Inseln gilt der portugiesische Seefahrer João de Santarém. Dieser stand in Diensten des Kaufmanns Fernão Gomes, welcher vom portugiesischen König Alfons V. das Recht erworben hatte, auf eigene Kosten jährlich 100 Léguas afrikanischer Küste im Namen der portugiesischen Krone zu erkunden. Am 21. Dezember 1471 entdeckte er São Tomé und am 17. Januar 1472 Santo António (oder auch Antão); letztere Insel wurde 1502 in Príncipe umbenannt.
1485 erfolgte die Gründung der ersten portugiesischen Niederlassung. Einerseits dienten die Inseln als Umschlagplatz für den Sklavenhandel zwischen Afrika, Portugal, Brasilien und den karibischen Inseln, andererseits siedelte Portugal von der Inquisition ausgewiesene portugiesische Juden und Strafgefangene hierhin um. 1572 wurde São Tomé und im Folgejahr dann auch Príncipe direkt der portugiesischen Krone unterstellt. In der Folgezeit bildete sich eine Plantagenwirtschaft mit wechselnden Monokulturen aus, zunächst im 16. bis 18. Jahrhundert Zuckerrohr, dann in der ersten Hälfte des 19. Jahrhunderts Kaffee und schließlich seit etwa 1850 Kakao; Anfang des 20. Jahrhunderts waren die Inseln sogar der größte Kakaoproduzent der Welt.
Am 13. August 1913 wurde von Deutschland und England ein Vertrag unterzeichnet, wonach die beiden Inseln bei einer Zahlungsunfähigkeit Portugals als Entschädigung für Deutschland dem deutschen Kolonialreich einverleibt werden sollten. Durch den Verlust der deutschen Kolonien im Friedensvertrag von Versailles 1919 wurde auch der deutsch-englische Vertrag von 1913 hinfällig.
Am 29. Mai 1919 bekräftigte die Sonnenfinsternis-Expedition unter Leitung von Arthur Stanley Eddington auf der Vulkaninsel Príncipe experimentell die Richtigkeit von Albert Einsteins allgemeiner Relativitätstheorie.
Mit der Gründung verschiedener Befreiungsbewegungen außerhalb des Landes begann das Ende der Kolonialzeit. In Ghana wurde 1960 das Comité de Libertaçao de São Tomé e Príncipe (CLSTP) als Vorläufer der Movimento de Libertação de São Tomé e Príncipe (MLSTP) (ab 1972) gegründet. 1974, nach der Nelkenrevolution in Portugal, wurde die MLSTP als legitime Vertretung anerkannt, was schließlich zur Entlassung in die Unabhängigkeit am 12. Juli 1975 führte. Die MLSTP beherrschte das Land als Einheitspartei die ersten 15 Jahre nach dem Ende der Kolonialzeit.
1991 wurde Miguel Trovoada zum Präsidenten des Landes gewählt. 1995 kam es zu einem Putsch; die folgenden Regierungen erwiesen sich als relativ instabil.
Am 5. Januar 1999 wurde Guilherme Posser da Costa zum Ministerpräsidenten ernannt. Allerdings brachten Korruptionsskandale, in denen gefälschte Schatzbriefe im Wert von 500 Mio. US-Dollar die Hauptrolle spielten, die Regierung schnell in Bedrängnis. Im März 1999 traten der Finanzminister sowie der Präsident der Zentralbank zurück.
Im August 2001 wurde Fradique de Menezes zum Präsidenten gewählt.
Am 16. Juli 2003 kam es zu einem Militärputsch unter Führung von Major Fernando Pereira. Der Präsident Fradique de Menezes befand sich zu dieser Zeit auf Staatsbesuch in Nigeria, daher nahmen die Putschisten nur die Premierministerin sowie einige andere Minister fest und kündigten schon am nächsten Tag eine Übergangsregierung und Neuwahlen an. Als Grund für den Putsch gaben sie die unsichere politische Lage auf der Insel an, die durch Ölfunde einige Jahre zuvor und die daraus resultierenden Streitereien entstanden war. Nach acht Tagen wurde der Militärputsch auf Druck der internationalen Gemeinschaft unblutig beendet. In einem „Memorandum of Understanding“ wurde eine stärkere Beteiligung der Bevölkerung an wichtigen Regierungsentscheidungen zugestanden. Es kam zu einer Regierungsumbildung unter Verbleib der Premierministerin, aber Auswechslung von sieben Ministern.
Im September 2004 kam es erneut zu einer Regierungsumbildung nach einem Bestechungsskandal, in den die Premierministerin Maria das Neves und weitere Minister verwickelt waren. Im Juli 2006 wurde Präsident de Menezes wiedergewählt.
Die Präsidentschaftswahlen des Jahres 2011 gewann Manuel Pinto da Costa in der Stichwahl vom 7. August 2011. Er übernahm sein neues Amt am 3. September 2011. Pinto da Costa diente bereits früher als Staatspräsident. Er trat zur Stichwahl der nächsten Wahl am 7. August 2016 nicht an, wodurch Evaristo Carvalho als verbliebener Kandidat gewann. 2021 löste Guilherme Posser da Costa Carlos Vila Nova ab.
Am 25. November 2022 kam es zu einem Putschversuch, der niedergeschlagen wurde, in diesem Zusammenhang wurde der Präsident der Nationalversammlung, Delfim Neves, verhaftet.

## Politik

### Politisches System
Die parlamentarische Republik besteht seit der Unabhängigkeit 1975 mit einer Verfassung von 1990.
Staatsoberhaupt ist der Präsident, der alle fünf Jahre direkt gewählt wird und einmal wiedergewählt werden darf. Bei den Wahlen am 7. August 2016 setzte sich Evaristo Carvalho von der Partei ADI gegen den Amtsinhaber Manuel Pinto da Costa durch. Carvalho führte bereits im ersten Wahlgang mit großem Vorsprung gegen den Amtsinhaber. Dieser boykottierte dann den zweiten Wahlgang, womit Carvalho ohne Gegenkandidat antrat.
Der Präsident ernennt den Premierminister unter Berücksichtigung der Mehrheiten im Parlament, also der Nationalversammlung (Assembleia Nacional de São Tomé e Príncipe). Dieses hat 55 Mitglieder und wird nach dem Verhältniswahlrecht alle vier Jahre gewählt. Wahlberechtigt ist jeder Bürger ab 18 Jahren.
- MLSTP-PSD: 23
- Unabh.: 2
- PCD/MDFM/UDD: 5
- ADI: 25

Die Wahl vom 7. Oktober 2018 ergab folgende Sitzverteilung im Parlament:
- ADI (Acção Democrática Independente) – 25 Sitze
- MLSTP-PSD (Movimento de Libertação – Partido Social Democrata) – 23 Sitze
- PCD-GR (Partido de Convergência Democrática – Grupa de Reflexão) und MDFM–UDD (Movimento Democrático das Forças da Mudança und União dos Democratas para Cidadania e Desenvolvimento) – 5 Sitze
- MCISTP (Movement of Independent Citizens of São Tomé and Príncipe) – 2 Sitze

Die ADI verpasste knapp die absolute Mehrheit und ging daher eine Koalition mit dem kleinen Parteienbündnis PCD-MDFM-UDD ein sowie der fast gleich starken MLSTP-PSD unter Führung von Jorge Bom Jesus, der dann zum Premierminister ernannt wurde. Damit gehörten 53 von 55 Abgeordneten Regierungsfraktionen an und nur zwei der Opposition. Vom 11. November 2022 bis zum 9. Januar 2025 war Patrice Trovoada von der ADI, zum vierten Mal nach 2008, 2010–2012 und 2014–2018 Premierminister. Er ist der Sohn von Miguel Trovoada, welcher von 1995 bis 2001 Präsident von São Tóme und Príncipe war. Seine Nachfolgerin Ilza Amado Vaz war vom 9. Januar 2025 bis zum 12. Januar 2025 Premierministerin. Seit dem 12. Januar 2025 ist Américo Ramos Premierminister von São Tomé und Príncipe.

### Verwaltungsgliederung
São Tomé und Príncipe besteht aus sieben Distrikten: Água Grande, Cantagalo, Caué, Lembá, Lobata, Mé-Zóchi und Pagué. Der Distrikt Pagué ist deckungsgleich mit der Autonomen Region Príncipe. Die übrigen sechs Distrikte liegen auf der Insel São Tomé.

### Politische Indizes
| Name des Index                     | Indexwert    | Weltweiter Rang | Interpretationshilfe | Jahr |
| ---------------------------------- | ------------ | --------------- | --- | ---- |
| Fragile States Index               | 68,5 von 120 | 88 von 179      | Stabilität des Landes: Warnung 0 = sehr nachhaltig / 120 = sehr alarmierend Rang: 1 = fragilstes Land / 179 = stabilstes Land | 2024 |
| Freedom in the World Index         | 84 von 100   | —               | Freiheitsstatus: frei 0 = unfrei / 100 = frei                                                                                 | 2024 |
| Korruptionswahrnehmungsindex (CPI) | 45 von 100   | 69 von 181      | 0 = sehr korrupt / 100 = sehr sauber                                                                                          | 2024 |

### Außenpolitik
São Tomé und Príncipe gehört einer Reihe multilateraler Organisationen an. Neben den Vereinten Nationen und der Afrikanischen Union sind dies vor allem die Gemeinschaft der Portugiesischsprachigen Länder und insbesondere die afrikanischen Staaten mit Staatssprache Portugiesisch, außerdem gehört der Staat der Lateinischen Union an.
Der Staat unterhält Vertretungen in weltweit 19 Staaten, darunter sieben eigene Botschaften (Äquatorialguinea, Angola, Gabun, Nigeria, Belgien/EU, Portugal, Vereinigte Staaten), der Rest sind Honorarkonsulate.
Zur ehemaligen Kolonialmacht Portugal bestehen gute und enge Beziehungen. Auch die Beziehungen zu den Nachbarn im Golf von Guinea, Nigeria und Äquatorialguinea sind gut. Von besonderer Bedeutung sind dabei Fragen der Nutzung der Öl- und Gasreserven. Mit Nigeria besteht eine gemeinsame Wirtschaftszone zur Erschließung der Rohstoffvorkommen im Seegebiet zwischen beiden Ländern.
Bis 2016 war São Tomé und Príncipe einer der wenigen Staaten, die nicht die Volksrepublik China, sondern die Republik China auf Taiwan völkerrechtlich anerkannten.

### Militär
Die Forças Armadas de São Tomé e Príncipe sind das Militär der Demokratischen Republik São Tomé und Príncipe.

## Wirtschaft und Infrastruktur

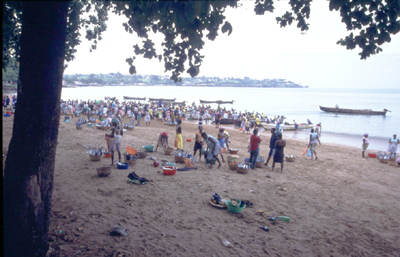
Heimkehrende Fischerboote auf São Tomé

### Allgemein
Im Jahr 2000 bezogen 15,3 % der Haushalte ihr Einkommen aus der Landwirtschaft, 36,5 % aus Industrie, Handel und Dienstleistungen sowie 11,5 % im öffentlichen Sektor.
Der heute noch wirtschaftlich unbedeutende Inselstaat exportiert fast nur Kakao (Anteil 2009: 95 %). Diese wirtschaftliche Ausrichtung stammt noch aus der Kolonialzeit. 2024 wurde die Kakao-Agroforstwirtschaft in São Tomé und Príncipe in die Liste der Globally Important Agricultural Heritage Systems der FAO aufgenommen.
Natürliche Ressourcen von Bedeutung sind außerdem weitere landwirtschaftliche Produkte, die Fischerei und Erdölvorkommen, die derzeit noch nicht gefördert werden.
- Die Landwirtschaft erwirtschaftete 14 % (neben Kakao ist die Erzeugung von Kokosnüssen, Kopra, Zimt, Pfeffer, Kaffee, Bananen, Bohnen, Vanille und Geflügel) des Bruttoinlandsprodukts. Die gesamte bewirtschaftete Fläche erstreckt sich über 484 Quadratkilometer.
- Der Anteil der Industrie am Bruttoinlandsprodukt betrug im Jahr 2009 15 %. Produziert bzw. verarbeitet werden unter anderem Hemden, Seife, Bier, Fische und Krabben sowie Palmöl.
- Auf Dienstleistungen, vor allem den Tourismus, entfielen im Jahr 2009 71 % des Bruttoinlandsprodukts. In den letzten Jahren unterstützt São Tomé und Príncipe verstärkt private Initiativen, den Tourismus zu entwickeln.[36]

Exporten im Wert von 14,0 Millionen Euro standen 2009 Importe im Wert von 93 Millionen Euro gegenüber. Importiert werden, unter anderem aus Portugal (43 %), Frankreich (16 %) und Großbritannien (14 %), Nahrungsmittel und lebende Tiere, Brennstoffe sowie Kapitalgüter. Wichtigste Exportländer sind Portugal, die Niederlande, Spanien, Deutschland und die Volksrepublik China.
São Tomé und Príncipe wies im Jahr 2009 per Saldo keine Verschuldung gegenüber dem Ausland auf (siehe dazu weiter unten: Erdöl), nachdem die Auslandsverschuldung 2002 noch 318 Mio. US-Dollar betragen hatte. São Tomé und Príncipes Bruttoinlandsprodukt gehört zu den kleinsten der Welt und betrug 2016 ca. 350 Mio. US-Dollar; das Bruttoinlandsprodukt 2016 pro Einwohner lag bei etwa 1800 US-Dollar. Die Inflationsrate belief sich 2018 auf 7,9 %.

### Erdöl
Durch den Verkauf von Offshore-Erdölbohrkonzessionen in der mit Nigeria gemeinsam verwalteten Joint Development Zone (JDZ) erzielen São Tomé und Príncipe 40 % der Einkünfte, während Nigeria 60 % erhält.
In den 1990er-Jahren vermuteten Geologen ca. elf Milliarden Barrel Öl
unter und um die Inseln. Für Journalisten und Wissenschaftler – so Bartholomäus Grill in Die Zeit im Jahre 2003 – gilt der Inselstaat als „schwarzes Brunei“ oder „zweites Kuwait“ und verfügt über vier Milliarden Barrel Ölreserven.
Laut German Institute for Global and Area Studies wurde bis 2006 in der Tiefsee von São Tomé und Príncipe Erdöl von bis zu einer Milliarde Barrel nachgewiesen.
2003 bot der Konzern Chevron einen Vorschuss von 49,2 Millionen Dollar, um die Explorationsblöcke zu untersuchen. Auch der Ölkonzern Total meldete Rechte für den ersten von neun Explorationsblöcken an. Dennoch wurden keine Testbohrungen durchgeführt, da der Konzern an dem Erfolg zweifelte.
Für die Zukunft wird Off-Shore-Förderung von Erdöl und Erdgas erwartet. Die geostrategische Lage in Westafrika, das als Zukunft der Bohrstätten gilt, hat unter Umständen zum ersten ölpolitischen Wettrennen zwischen der Volksrepublik China und den USA geführt. Beide bemühen sich zurzeit verstärkt diplomatisch um Explorations- und Bohrrechte für nahestehende Firmen. In diesem Zusammenhang scheinen die USA daran interessiert, auf São Tomé einen Marinestützpunkt zu errichten.
São Tomé und Príncipe ist kein Mitglied der Welthandelsorganisation (WTO), verfügt aber über einen Beobachterstatus und hat einen Beitrittsantrag gestellt.

### Staatsfinanzen und Haushalt
Als Zentralbank São Tomé und Príncipes fungiert die Zentralbank von São Tomé und Príncipe (BCSTP). Stand September 2022 hält sie Währungsreserven in Höhe von 62,73 Millionen US-Dollar.
Währung des Inselstaats ist seit 1977 der Dobra (Db), welcher im Verhältnis 1 EUR = 24,5 STN fest an den Euro gekoppelt ist.
Der Staatshaushalt umfasste 2016 Ausgaben von umgerechnet 127 Millionen US-Dollar, dem standen Einnahmen von umgerechnet 109 Millionen US-Dollar gegenüber. Daraus ergibt sich ein Haushaltsdefizit in Höhe von 5 % des BIP.
| Jahr                    | Jahr                   | 2019  | 2020  | 2021 1 | 2022 1 |
| ----------------------- | ---------------------- | ----- | ----- | ------ | ------ |
| Einnahmen (Mio. Db)     | Budgethilfen (Ausland) | 605   | 1.071 | 839    | 1.471  |
| Einnahmen (Mio. Db)     | Insgesamt              | 2.073 | 2.667 | 2.422  | 3.230  |
| Ausgaben (Mio. Db)      | Personalkosten         | 848   | 1.070 | 998    | 1.125  |
| Ausgaben (Mio. Db)      | Investitionen          | 454   | 330   | 721    | 1.255  |
| Ausgaben (Mio. Db)      | Insgesamt              | 2.079 | 2.367 | 2.659  | 3.385  |
| Saldo 2                 | Millionen Db           | -6    | 300   | -238   | -156   |
| Saldo 2                 | in % des BIP           | -0,1  | 2,9   | -2,2   | -1,4   |
| Staatsschulden (brutto) | Millionen Db           | 6.745 | 8.339 | 7.758  | 7.371  |
| Staatsschulden (brutto) | in % des BIP           | 71,57 | 81,37 | 72,38  | 64,04  |

Anmerkungen

### Flugverkehr
São Tomé verfügt über einen internationalen Flughafen, Aeroporto International de São Tomé, der aus dem Ausland nur von portugiesischen, gabunischen und angolanischen Fluggesellschaften angeflogen wird und Verbindungen nach Libreville, Luanda, Lissabon, Malabo und Accra anbietet. Die kleine Staatslinie STP-São Tomé Airways verfügt nur über ein Flugzeug und verbindet flugtechnisch die beiden Inseln miteinander. Die wenigen Auslandsflüge übernehmen portugiesische Partner.

### Literatur

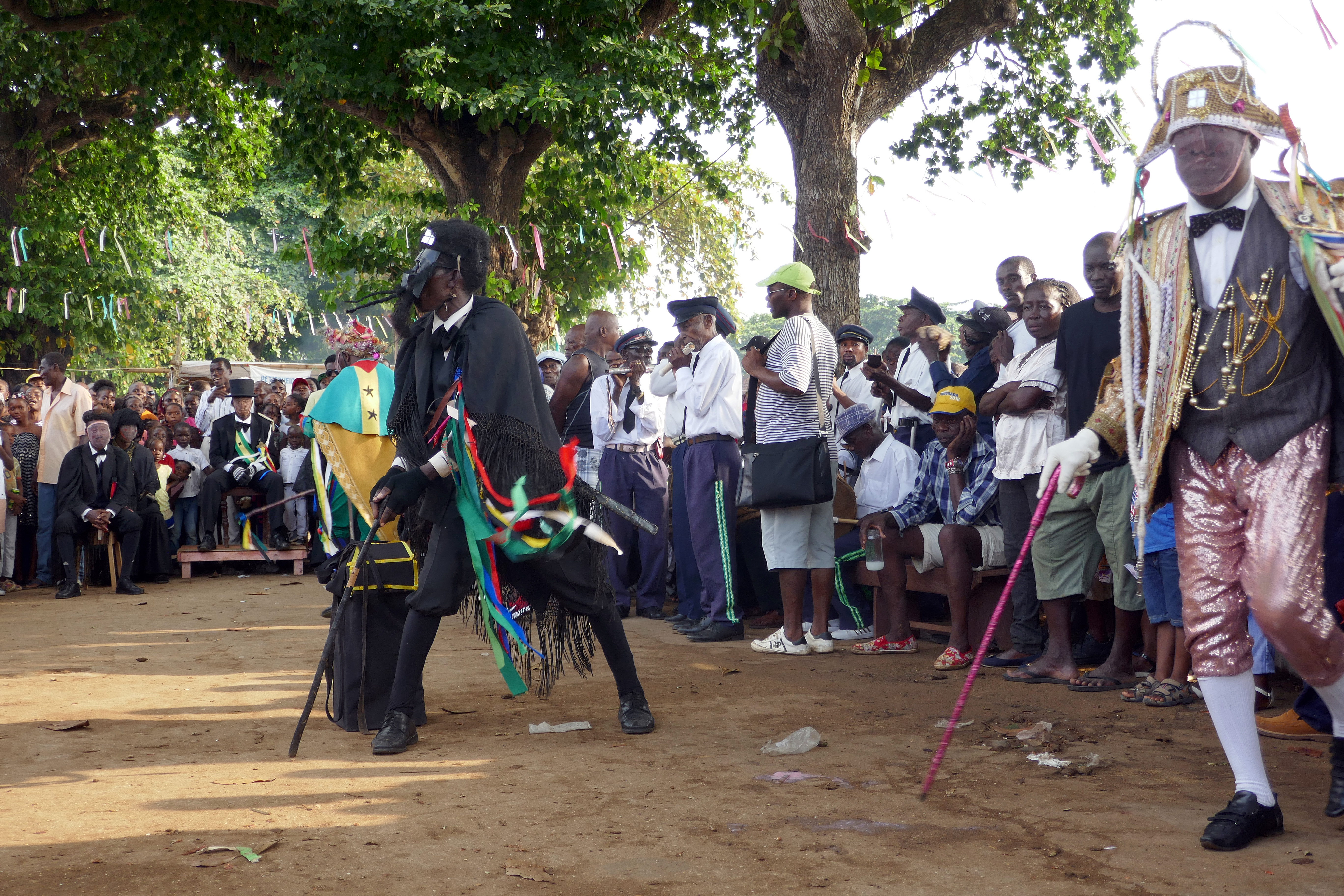
Tchiloli

## Kultur

### Film
Seit 2011 entwickelt sich das são-toméische Kino. International bekannteste Person der são-toméischen Filmschaffenden ist der Schauspieler Ângelo Torres (* 1968), der insbesondere als Schauspieler des Portugiesischen Kinos bekannt ist. Teilweise werden auch internationale Produktionen in São Tomé gedreht, so zum Beispiel 2015 Vor der Morgenröte.

### Landeseigene Links
- Assembleia Nacional de São Tomé e Príncipe. Internetpräsenz der Nationalversammlung, auf www.parlamento.st (portugiesisch)
- Diário Digital de São Tomé e Príncipe -TÉLA NÓN. Journalistisches Internetportal über São Tomé und Príncipe, auf www.telanon.info (portugiesisch)

### Landesprofil bei Ministerien deutschsprachiger Staaten
- Auswärtiges Amt (D): São Tomé und Príncipe. auf www.auswaertiges-amt.de.
- Bundesministerium für europäische und internationale Angelegenheiten (A): Länderspezifische Reiseinformation: São Tomé und Príncipe (Demokratische Republik São Tomé und Príncipe). auf www.bmeia.gv.at.
- Eidgenössisches Departement für auswärtige Angelegenheiten (CH): São Tomé und Príncipe. auf www.eda.admin.ch.

### Internationale Links
- United Nations: United Nations Statistics Division. São Tomé and Príncipe. auf www.data.un.org (englisch).
- The World Bank: Countries. São Tomé and Príncipe. auf www.worldbank.org (englisch).
- US-Government: CIA World Fact Book. Sao Tome and Principe. auf www.cia.gov (englisch).
- WHO: São Tomé and Príncipe. auf www.afro.who.int (portugiesisch).
- Welternährungsprogramm der Vereinten Nationen: Annual Country Reports – São Tomé and Príncipe. auf www.wfp.org (englisch).
- Hoher Flüchtlingskommissar der Vereinten Nationen: São Tomé and Príncipe. auf www.unhcr.org (englisch).
- Minority Rights Group International: São Tomé and Príncipe. auf www.minorityrights.org (englisch).
- Konferenz der Vereinten Nationen für Handel und Entwicklung: Catalogue of Diversification Opportunities 2022. Sao Tome and Principe. auf www.unctad.org (PDF, englisch).

### Weitere Links
- saotome.st – Allgemeine Informationen (englisch)